# 2003 en photographie
| Années de la photographie : 2000 - 2001 - 2002 - 2003 - 2004 - 2005 - 2006    |
| Décennies de la photographie : 1970 - 1980 - 1990 - 2000 - 2010 - 2020 - 2030 |

Cet article présente les faits marquants de l'année 2003 en photographie.

## Événements
- Réouverture du Musée de la photographie des Pays-Bas (en néerlandais : Nederlands Fotomuseum - NFM) à Rotterdam.
- Ouverture en France de la Maison de la photographie à Lille, qui a pour mission d'assurer la promotion de la création régionale et sa diffusion.
- Création au Canada du Musée national de la photographie à Drummondville au Québec, par le photographe Jean Lauzon ; il ouvrira au public en 2006.
- Ouverture en France de la Fondation Henri-Cartier-Bresson à Paris, fondation privée reconnue d’utilité publique, consacrée à la conservation et la mise en valeur de l’œuvre photographique d’Henri Cartier-Bresson et de son épouse Martine Franck[1].
- La Fondation suisse pour la photographie et Musée de la photographie de Winterthur (de) s'associent pour gérer en collaboration, sur le site du musée, une bibliothèque spécialisée publique d'environ 20 000 livres et magazines sur la photographie[2].
- Le photographe australien d'origine allemande Helmut Newton fait don de mille de ses photographies à la ville de Berlin et crée la Fondation Helmut Newton afin de promouvoir, préserver et présenter ses œuvres photographiques et celles de son épouse June Newton.
- La firme Canon développe la monture d'objectif Canon EF-S pour sa gamme d'appareils photographiques reflex numériques EOS, et commercialise deux appareils photographiques reflex numériques, le Canon EOS 300D et le Canon EOS 10D semi-professionnel.
- Kodak commercialise le Kodak Professional DCS Pro 14n, un appareil photographique reflex numérique.
- Leica commercialise le Leica MP, un appareil photographique télémétrique.
- Le fabricant japonais d’appareils photographiques Minolta fusionne avec Konica pour former l'entreprise Konica Minolta, société japonaise de solutions d'impressions et de services informatiques.
- Création de Shutterstock, une entreprise américaine de diffusion de photographies et des clips.

## Livres de photographies
- (en) Edward Burtynsky, Manufactured Landscapes, Yale University Press  (ISBN 0-300-09943-6)
- (fr) Li Zhensheng, Le Petit Livre rouge d'un photographe chinois, New York, Éditions Phaidon.
- (fr) Raymond Depardon, Errance, Collection Points documents, 192 p., Éditions Points •  (ISBN 978-2-02060-419-2)
- (fr), (en) André Kertész, Made in USA, texte d'Alain d'Hooghe, Paris, Éditions PC, 155 p.  (ISBN 2-912683-29-7)[3].

- (fr) Patrick Tournebœuf, Périphérique : photographies de nuit, Anglet, Atlantica (coll. « Galaxie photos »), 38 p.  (ISBN 2-84394-674-3) :20 photographies réalisées sur le périphérique de Paris entre février et mai 1994.

- 100 photographies qui ont changé le monde (100 Photographs that Changed The World), livre de photographies choisies pour leur impact historique significatif, édité par le magazine américain Life.

## Études, essais, articles
- (en) Julian Cox et Colin Ford, Julia Margaret Cameron : The Complete Photographs, Los Angeles, J. Paul Getty Museum, 2003, XV-560 p. (ISBN 978-0-89236-681-1, lire en ligne) : catalogue raisonné de l'œuvre[4].

## Expositions
- 22 février - 1er juin : Marcel G. Lefrancq. Aux mains de la lumière, Musée de la photographie, Charleroi.
- 2 mars - 27 avril : The History of Japanese Photography,  Museum of Fine Art, Houston[5],[6].

puis 25 mai - 27 juillet 2003 : Cleveland Museum of Art, Cleveland.
- 30 avril - 27 juillet : Henri Cartier-Bresson, rétrospective, Bibliothèque nationale, Paris.
- 6 mai - 28 septembre : L'Afrique par elle-même : un siècle de photographie africaine, Musée royal de l'Afrique centrale, Tervuren.
- 13 mai - 17 août : Le daguerréotype français : un objet photographique, Musée d'Orsay, Paris[7],[8],[9]

puis 22 septembre - 4 janvier 2004 : Metropolitan Museum of Art, New York.
- 14 mai - 15 juin : Tom Drahos. Exit, Maison européenne de la photographie, Paris[10].
- 30 mai - 13 juillet : L' Italia d'argento : 1839/1859 storia del dagherrotipo in Italia, salle d'armes du Palazzo Vecchio, Florence

puis 26 septembre - 16 novembre 2003 : Palazzo Poli, Rome.
- 15 juillet - 19 octobre : La photographie au tournant du siècle, du pictorialisme à Eugène Atget, Musée d'Orsay, Paris[12],[13].
- 24 septembre - 31 octobre  : Poésies arcadiennes : Von Gloeden, Vincenzo Galdi, Von Plüschow, Galerie Au Bonheur du Jour, Nicole Canet, Paris.
- 27 octobre - 11 janvier 2004 : Portraits-visages : 1853-2003, Bibliothèque nationale de France, Paris[14].
- 29 novembre - 25 janvier 2004 : Roma 1850 : il circolo dei pittori fotografi del Caffè Greco, Musées du Capitole, Palais Caffarelli, Rome[15].

puis 11 février - 18 avril 2004 : Rome 1850 : le cercle des artistes photographes du Caffè Greco, Maison européenne de la photographie, Paris.
- Philip-Lorca diCorcia, rétrospective, Centre national de la photographie, Paris[16].
- Helmar Lerski : métamorphoses par la lumière, Musée d'Art moderne et contemporain, Strasbourg[17].
- Daidō Moriyama, Fondation Cartier pour l'art contemporain, Paris.

## Festivals et congrès photographiques
- 9 mai - 10 mai : 101e congrès de la Fédération photographique de France, Marly-le-Roi.
- juin - juillet : 6e édition de PHotoEspaña à Madrid[18].
- 5 juillet - 12 octobre : 34es Rencontres de la photographie d'Arles[19],[20].
- 30 août - 14 septembre : Visa pour l'image à Perpignan[21].
- septembre : 7es Journées photographiques de Bienne en Suisse[22].

## Prix et récompenses
- Prix Niépce : Stéphane Couturier.
- Prix Nadar : Bernard Guillot, Le Pavillon blanc, éditions Filigranes, 123 p.  (ISBN 2-914381-50-6).
- Prix Arcimboldo : Tom Drahos.
- le Prix Henri-Cartier-Bresson, bisannuel, qui n'a pas été décerné de 1993 à 2001, est réactivé : Larry Towell pour son projet The walls of no man’s land : Palestine.
- Prix HSBC pour la photographie : Laurence Leblanc et Mathieu Bernard-Reymond.
- Prix Kodak de la critique photographique : Johann Rousselot.
- Prix Bayeux-Calvados des correspondants de guerre : Georges Gobet (Agence France-Presse).
- Prix Roger-Pic : Olivier Culmann pour sa série intitulée Autour - New York 2001-2002.
- Bourse Canon de la femme photojournaliste : Ami Vitale
- Prix Picto de la jeune photographie de mode : Marjolijn de Groot.
- Prix Voies Off : Olivier Metzger.
- Prix Erich-Salomon : John G. Morris.
- Prix culturel de la Société allemande de photographie : Wim Wenders et Mogens S. Koch.
- Prix Citigroup Photography : Juergen Teller.
- Prix Hansel-Mieth : Walter Schels  et Beate Lakotta.
- Prix Oskar-Barnack : Andrea Hoyer.
- Prix Paul-Émile-Borduas : Raymonde April.
- Prix du duc et de la duchesse d'York : non attribué.
- Prix Lynch-Staunton : Rosalie Favell.
- Prix national de la photographie (Espagne) : Carlos Pérez Siquier.
- Prix Ansel-Adams : Douglas Steakley.
- Prix W. Eugene Smith : Trent Parke.
- Prix Pulitzer :
  - Prix Pulitzer de la photographie d'article de fond (Pulitzer Prize for Feature Photography) : Don Barletti du Los Angeles Times pour un reportage sur les jeunes sans papiers d'Amérique centrale émigrant vers les États-Unis.
  - Pulitzer Prize for Breaking News Photography : l'équipe photo du Rocky Mountain News pour sa couverture d'un incendie de forêt au Colorado.
- Prix Robert Capa Gold Medal : Carolyn Cole du Los Angeles Times pour sa couverture des conflits en Irak et au Libéria.
- Prix Inge-Morath : non attribué.
- Infinity Awards :

- Prix Cornell-Capa : Marc Riboud.
- Prix de la publication Infinity Award : Deirdre O'Callaghan, Hide That Can: a photographic diary. The men of Arlington House, Londres, Trolley, 2002  (ISBN 9780954207984).
- Infinity Award du photojournalisme : Alex Majoli.
- Infinity Award for Art : Zarina Bhimji.
- Prix de la photographie appliquée : Thái Công.

- Création des Lucie Awards :

- Lucie Award pour l'œuvre d'une vie : Henri Cartier-Bresson.
- Lucie Award in Fine Art : Ruth Bernhard.
- Lucie Award du photojournalisme : Steve McCurry.
- Lucie Award de la photographie documentaire : Mary Ellen Mark.
- Lucie Award de la photographie humanitaire : Phil Borges.
- Lucie Award du portrait : Gene Trindl.
- Lucie Award de la photographie de sport : non décerné.
- Lucie Award de la photographie d'architecture : Tim Street-Porter.
- Lucie Award de la photographie de musique : William Claxton.
- Lucie Award de la photographie de mode : Melvin Sokolsky.
- Lucie Award de la photographie de publicité : RJ Muna.
- Lucie Award de la femme photographe : Annie Leibovitz.
- Lucie Award visionnaire : Robert Evans.
- Spotlight Award : non décerné.
- Lucie Award spécial : Herb Ritts.

- Prix Higashikawa : photographe japonais : Ryōichi Saitō ; photographe étranger : Guy Tillim ; photographe espoir : Kimio Itozaki ; prix spécial : Ruiko Yoshida.
- Prix Kimura Ihei : Tomoko Sawada (en).
- Prix Ken-Domon : Ryūichi Hirokawa.
- Prix de la Société de photographie : Ishiuchi Miyako et Katsuhito Nakazato.
- Prix de photographie de Sagamihara : Hiromi Nagakura.
- World press Photo de l'année : Eric Grigorian, photographie d'un jeune garçon après la mort de son père tué par le séisme du 23 juin 2002 en Iran[23].
- Centenary Medal de la Royal Photographic Society : non décerné.
- Médaille du progrès de la Royal Photographic Society : Tim Berners-Lee.
- Prix international de la Fondation Hasselblad : Malick Sidibé.
- Prix suédois du livre photographique : (en) Anders Krisár, Chords No. 1-17, Stockholm, éd. Journal  (ISBN 9789197418256).
- Prix Lennart-Nilsson : David Barlow, Université de Southampton.
- Prix Haftmann : Jeff Wall.
- Prix national vénézuélien de la photographie : Thea Segall (es).

## Décès
- 14 janvier : Noriaki Yokosuka, photographe japonais, né le 26 novembre 1937.
- 16 janvier : Shōtarō Akiyama, photographe japonais, né le 8 juin 1920.
- 3 février, Natascha Artin Brunswick, mathématicienne et photographe germano-américaine, née le 11 juin 1909.
- 17 février : Pierre Dandoy, photographe belge, né le 27 janvier 1922.
- 21 février : Pierre Jahan, photographe français, mort le 9 septembre 1909.
- 1er avril : Louise Rosskam, photographe américaine, qui a travaillé pour la Farm Security Administration (FSA) et la Standard Oil Company, née le 27 mars 1910.
- 23 avril : Fernand Fonssagrives, photographe français actif aux États-Unis, né le 8 juin 1910.
- 6 juillet : René-Jacques, photographe français, né le 29 mai 1908.
- 17 juillet : Walter Zapp, inventeur germano-letton, qui met au point un appareil photographique miniature commercialisé par Minox, né le 4 septembre 1905.
- 21 août : John Coplans, photographe britannique, né le 24 juin 1920.
- 8 septembre : Leni Riefenstahl, réalisatrice et photographe allemande, née le 22 août 1902.
- 13 septembre : Pavel Nešleha, artiste et photographe tchèque, né le 19 février 1937.
- 18 septembre : Jean Dieuzaide, photographe français, né le 20 juin 1921
- 23 septembre : Paul Almásy, photographe hongrois, né le 29 mai 1906.
- 25 septembre : Birgit Jürgenssen, photographe et plasticienne autrichienne, née le 10 avril 1949.
- 27 septembre : Olive Cotton, photographe australienne, née le 11 juillet 1911.
- 12 décembre : Eva Besnyő, photographe néerlandaise d’origine hongroise, née le 29 avril 1910.

- Date précise inconnue ou non renseignée :
  - Sakae Tamura, éditeur de magazine et photographe japonais, né en 1910.

## Célébrations
Centenaire de naissance
- Harry Croner
- Walker Evans
- Harold Edgerton
- Kanbei Hanaya
- Annelise Kretschmer
- Russell Lee
- Herbert List
- Isshū Nagata
- Gaston Paris
- Gueorgui Petroussov
- Tsugio Tajima
- Ben Wittick
- Wanda Wulz
- Nakaji Yasui

Centenaire de décès
- Wilhelm Benque
- Andrew Ainslie Common
- Fitz W. Guerin
- Pietro Marubi
- Georges Penabert
- Ichiki Shirō
- Heinrich Tønnies
- Maurits Verveer
- Edward Livingston Wilson (en)
- Albert Witz

Bicentenaire de naissance
- Sofia Ahlbom
- Hermann Biow
- Frederick Coombs
- Joseph-Rose Lemercier
- Charlotte Gelot Sandoz
- Jacques-Joseph Maquart